# Willimantic (Connecticut)
Willimantic es un lugar designado por el censo ubicado en el condado de Windham en el estado estadounidense de Connecticut. En el año 2000 tenía una población de 15,823 habitantes y una densidad poblacional de 3.602 personas por km². Willimantic es la sede de la Eastern Connecticut State University así como del Museo Textil e Histórico de Windham.

## Geografía
Willimantic se encuentra ubicado en las coordenadas 41°43′0″N 72°13′0″O / 41.71667, -72.21667.

## Demografía
Según la Oficina del Censo en 2000 los ingresos medios por hogar en la localidad eran de $30,155 y los ingresos medios por familia eran $38,427. Los hombres tenían unos ingresos medios de $30,697 frente a los $23,297 para las mujeres. La renta per cápita para la localidad era de $15,727. Alrededor del 19.8% de la población estaban por debajo del umbral de pobreza.